# Бензен
Бензенът (ост. бензол, C6H6) е най-простият бензоиден ароматен въглеводород, широко използван органичен разтворител, образуващ азеотропна смес с вода. Представлява безцветна, лесно възпламенима течност със сладникав аромат. Той е отровен и канцерогенен. Влиза в състава на бензина и нефта. Mоже да бъде синтезиран чрез тримеризация на ацетилен при нагряване над активен въглен. Основната му употреба е за производството на етилбензен и кумен, чиито годишни добиви достигат милиони тонове.

## История

### Откриване
Бензенът за първи път е отделен през 1825 г. от Майкъл Фарадей чрез нагряване на китова мас. Тогава Фарадей го нарича „водороден бикарбурет“. През 1845 г. Чарлз Менсфийлд отделя бензен от каменовъглена смола, а четири години по-късно патентова промишлен начин за синтез на бензена.

### Циклична формула
Фарадей открива и емпиричната формула на бензена, C6H6. Според тогавашните разбирания резултатът е парадоксален, защото противоречи на представата, че в своите съединения въглеродът образува четири единични връзки, а водородът – една. В търсене на правилната структура на бензена, която да обясни необичайната стабилност и химична инертност, много учени, сред които Джеймс Дюар, Адолф Карл Лудвиг Клаус и Алберт Ладенбург, предлагат неправилни структури.
Първият учен, предположил, че бензенът има пръстеновидна структура, е немският химик Фридрих Август Кекуле (1865 г.). Известен анекдот гласи, че една вечер, когато Кекуле мислел върху загадъчната структура на бензена, той заспал и му се присънил уроборос – змия, която е захапала опашката си. Именно този символ, според легендата, навел химика на извода, че бензенът има пръстеновидна структура с алтерниращи 3 двойни връзки.
Цикличната природа на бензена окончателно е потвърдена от кристалографа Катлийн Лонсдейл през 1929 г.

### Електронна структура
Особеностите в структурата на бензена се обясняват от съвременните квантово-механични представи за електронната конфигурация на атомите.
Атомните орбитали на всеки въглероден атом от бензеновото ядрое в sp2-хибридизация. Така тези атоми имат има три хибридни sp2-АО и една нехибридна p-АО. Трите хибридни sp2 орбитали лежат на една равнина и имат правилна плоскотриъгълна конфигуриция. Шестте въглеродни атома образуват плосък пръстен. Всичките шест нехибридни p-АО са разположени перпендикулярно на равнината на шестатомния пръстен. Те частично се припокриват и формират кръгова делокализирана 6π-връзка. Три от тях са с по-ниска енергия от тази на изходните 2р-атомни орбитали и са свързващи молекулни орбитали. Останалите три са с по-висока енергия от тази на изходните 2р-атомни орбитали и са антисвързващи.
Данните от рентгеноструктурния анализ потвърждават тези представи за структурата на бензена. Установена е еднаква дължина на всички C-C връзки 0,139 nm и C-H връзки 0,109 nm в молекулата. Дължината на C-C връзките по стойност заема междинно положение в сравнение с дължините на една σ-C-C връзка (0,154 nm) и C=C връзка (0,134 nm). Порядъкът на всички C-C връзки в бензена е еднакъв – 1,67.

## Физични свойства
Бензенът е безцветна течност с миризма, подобна на бензиновата. Топи се при 5,5 °С, а кипи на 80,1 °С. Относително високите температури на топене и кипене на бензена в сравнение с тази на хексана (68,8 °С), който има по-голяма молекулна маса, се обяснява с плоската му и стабилна структура, при която Вандерваалсовите сили между молекулите са по-здрави. Бензенът има голям коефициент на пречупване. Разтваря се слабо във вода и добре в много органични разтворители. Бензенът е добър разтворител на органични съединения.

## Химични свойства
В молекулата на бензена има стабилна ароматна 6π-връзка. Химичните му свойства се определят от полученото стабилно бензеново ядро в молекулата, което се стреми да запази структурата си. Затова за бензена са характерни предимно заместителни реакции, които са критерии за ароматния характер, а не толкова присъединителни реакции.

### Електрофилни заместителни реакции
Реакциите протичат по общ SE2-механизъм. Електрофилните заместители могат да бъдат катиони – NO2+, полярни молекули – SO3, или неполярни молекули като Cl2 и Br2, които се поляризират под действие на катализатор.
Халогенирането на бензен протича с катализатор Люисови киселини – AlCl3, FeCl3, FeBr3, ZnCl2 и др.
Нитрирането на бензен се извършва при слабо нагряване с нитрирна смес – смес от концентрирана HNO3 и H2SO4 в отношение 1:2, в която се образува нитрониевият йон:
{\displaystyle {\ce {HNO3 + 2H2SO4 -> NO2+ + H3O+ + 2HSO4-}}}.
Образува се жълта маслообразна течност с мирис на горчиви бадеми – нитробензен.
Сулфонирането на бензен се осъществява се с концентрирана H2SO4при нагряване:
Алкилирането на бензен е метод за получаване на негови производни. Реакцията протича с халогеноалкан или алкен и катализатор Люисова киселина.
При ацилирането на бензен с киселинни хлориди в присъствие на катализатор Люисови киселини се получават мастно-ароматни кетони. При взаимодействието на етаноилхлорид и бензен се получава метилфенилкетон (ацетофенон):

### Присъединителни реакции
Протичат трудно поради стабилността на делокализираната 6π-връзка на ароматното ядро, която трудно се разкъсва. Реакциите протичат при по-груби условия. Бензенът не присъединява халогеноводороди, вода и други полярни съединения, за разлика от алкените и алкините.
В присъствие на активни катализатори – Ni или Pd/C, при висока температура и налягане, е възможно пълно хидриране:
{\displaystyle {\ce {C6H6 + 3H2 -> C6H12}}}.
При взаимодействие на бензен с хлор или бром и облъчване с UV лъчи протича заместителна реакция по верижно-радикалов механизъм:
Възможно е фотохимично или термохимично циклоприсъединяване, подобно на реакции на Дилс–Алдер.
Бензенови радикали могат да се получат при взаимодействие с активни метали, които са донори на електрони:
{\displaystyle {\ce {K* + C6H6 -> K+[C6H5]^- + H+}}}.

### Окисление
Бензеновото ядро е много устойчиво спрямо окислители, но може да се окисли с кислород от въздуха при нагряване и катализатор V2O5 до фенол. Бензенът и хомолозите му горят с пушлив пламък.

## Производни
При заместване на един или повече от водородните атоми в бензеновото ядро с друга функционална група се получават множество производни – фенол, толуен и анилин, бифенил, нафтален, антрацен. Краят на свързването на бензеновите ядра се осъществява при безводородната алотропна форма на въглерода – графит.
- Основни класове бензенови производни
- Толуен
- Етилбензен
- p-Ксилен
- m-Ксилен
- Мезитилен
- Дурен
- 2-Фенилхексан
- Бифенил
- Фенол
- Анилин
- Нитробензен
- Бензоена киселина
- Аспирин
- Парацетамол
- Пикринова киселина
- [Os(NH3)5(η2-C6H6)]2+
- ((C6H6)RuCl2)2
- (C6H3(CH3)3Au)6
- M(η6-C6H6)(CO)3
- (CpRh)3(η2-C6H6)

## Получаване

### Дестилация на каменовъглено масло
Бензенът се получава чрез дестилация на лекото каменовъглено масло, но така получен е замърсен с около 0,5% тиофен, който има близка температура на кипене и се отделя чрез разклащане с концентрирана сярна киселина.

### От калциев бензоат
Бензен се получава чрез нагряване на калциев бензоат с калциев хидроксид или натриев бензоат с натриева основа. Тази реакция е подобна на реакцията на Дюма за получаване на мастни въглеводороди:
{\displaystyle {\ce {Ca(C6H5COO)2 + Ca(OH)2 -> 2C6H6 + 2CaCO3}}}

### От фенол
Друг метод е чрез дестилация на фенол с цинков прах:
{\displaystyle {\ce {C6H5OH + Zn -> C6H6 + ZnO}}}

### Метод на Бертло (риформинг)
Тримеризация на етин (ацетилен) при прекарването му през нажежена тръба, при което той се полимеризира (Метод на Бертло). Процесът се нарича риформинг. Протича в присъствие на платинови катализатори:

## Употреба
Бензенът се използва главно като суровина за производството на други химикали. Около 80% от него се използва за получаването на етилбензен, кумен и циклохексан. От тях най-масова употреба намира етилбензенът, прекурсор за синтеза на стирен, който от своя страна влиза в състава на полимери и различни видове пластмаси. Куменът е източник за получаването на фенол, необходим за направата на смоли и лепила. Циклохексан е суровина за синтеза на найлони. Малки количества от самия бензен се използват за получаване на някои видове синтетичен каучук, смазки, бои, детергенти, лекарства, експлозиви и пестициди.
В лабораторните изследвания толуенът напълно е заменил бензена като органичен разтворител, най-вече поради по-ниската си токсичност, като свойствата им на разтворители са много сходни.
В бензина се включва като добавка, повишаваща октановото число и стабилизираща горивния процес.

## Токсичност
Професионално заболяване от вдишване на бензенови пари, понякога от контакт с кожата е бензеновото отравяне. При тежки случаи се наблюдават смущения на централната нервна система, гърчове, повръщане, безсъние и др. При по-лекото бензеново отравяне – увреждане на кръвотворните органи с промени в количеството и състава на белите кръвни клетки, кръвоизливи в кожата и лигавицата (хеморагична диатеза) и др. При продължително излагане на влиянието на бензена се развиват различни форми на рак.